# Boaz Solossa
Boaz Erwin Theofilus Solossa (ur. 16 marca 1986 w Sorong) – indonezyjski piłkarz grający na pozycji napastnika.  Od 2024 jest ponownie zawodnikiem klubu Persipura Jayapura.

## Kariera klubowa
Swoją karierę piłkarską Solossa rozpoczął w klubie PORN Papua. W 2003 roku został zawodnikiem klubu Persipura Jayapura. W tamtym roku awansował do pierwszego zespołu i zadebiutował w nim w rozgrywkach pierwszej ligi indonezyjskiej. W 2005 roku osiągnął swój pierwszy sukces z Persipurą, gdy wywalczył z nim swój pierwszy w karierze tytuł mistrza Indonezji. W sezonie 2008/2009 został królem strzelców ligi. Osiągnięciem tym przyczynił się do wywalczenia przez Persipurę tytułu mistrza Indonezji. W sezonie 2009/2010 został wicemistrzem kraju, a w sezonie 2010 wywalczył kolejne mistrzostwo oraz tytuł króla strzelców (22 gole). W kolejnych sezonach także zajmował z Persipurą miejsca na podium. W sezonie 2011/2012 było to drugie miejsce, w sezonie 2013 – pierwsze, a w sezonie 2014 – drugie. W sezonie 2013 strzelając 25 goli po raz trzeci był najlepszym strzelcem ligi. W sezonach, w których zostawał królem strzelców ligi, był wybierany Piłkarzem Roku w Indonezji. 
W 2015 roku przez kilka miesięcy Solossa, podczas sankcji nałożonych przez FIFA, grał w nieoficjalnych rozgrywkach ligowych w zespole Pusamania Borneo, ponieważ władze jego macierzystego klubu zdecydowały o jego czasowym rozwiązaniu. 
W styczniu 2016 roku powrócił do klubu Persipura Jayapura, w którego skąd został usunięty dyscyplinarnie w lipcu 2021 roku. 
| Sezon   | Klub               | Kraj      | Rozgrywki      | Mecze | Gole |
| ------- | ------------------ | --------- | -------------- | ----- | ---- |
| 2003    | Persipura Jayapura | Indonezja | Liga Indonesia | ?     | ?    |
| 2004    | Persipura Jayapura | Indonezja | Liga Indonesia | ?     | ?    |
| 2005    | Persipura Jayapura | Indonezja | Liga Indonesia | 16    | 6    |
| 2006    | Persipura Jayapura | Indonezja | Liga Indonesia | ?     | ?    |
| 2007    | Persipura Jayapura | Indonezja | Liga Indonesia | 19    | 13   |
| 2008/09 | Persipura Jayapura | Indonezja | Super League   | ?     | ?    |
| 2009/10 | Persipura Jayapura | Indonezja | Super League   | 29    | 16   |
| 2010/11 | Persipura Jayapura | Indonezja | Super League   | 27    | 22   |
| 2011/12 | Persipura Jayapura | Indonezja | Super League   | 13    | 7    |
| 2013    | Persipura Jayapura | Indonezja | Super League   | 32    | 25   |
| 2014    | Persipura Jayapura | Indonezja | Super League   | 21    | 11   |
| 2015    | Persipura Jayapura | Indonezja | Super League   | 1     | 0    |
| 2015    | Pusamania Borneo   | Indonezja | Super League   |       |      |

## Kariera reprezentacyjna
W reprezentacji Indonezji Solossa zadebiutował 12 października 2004 roku w przegranym 1:3 meczu eliminacjach do Mistrzostw Świata 2006 z Arabią Saudyjską, rozegranym w Dżakarcie. 11 października 2004 w meczu Pucharu Tygrysa z Wietnamem, wygranym przez Indonezję 3:0, strzelił swojego pierwszego gola w kadrze narodowej.